# Fronius International
Die Fronius International GmbH ist ein österreichisches Unternehmen mit Sitz in Pettenbach in Oberösterreich. Fronius ist weltweit in den Bereichen (Elektro-)Schweißtechnik, Photovoltaik und Batterieladetechnik tätig.

## Geschichte

### Gründung und Entwicklung
Im Jahr 1945 gründete Günter Fronius eine Fach-Reparaturwerkstätte für Radio- und Elektrotechnik in Pettenbach. Dies war der Startschuss der heutigen Fronius GmbH. Zur damaligen Zeit war das Laden von Autobatterien keine Selbstverständlichkeit, was Günter Fronius so nicht akzeptieren wollte. Der gelernte Elektrotechniker entwickelte deshalb erste Batterieladesysteme. Wenig später stellte er 15 Mitarbeiter ein. Mitte der 1960er Jahre begann das Unternehmen mit einer Elektronik- und Schweißbrennerfertigung. 1972 eröffnete Fronius einen zweiten Standort in Thalheim bei Wels, wohin die Produktion verlagert wurde. 1980 übergab Günter Fronius die Geschäftsführung an seine beiden Kinder Brigitte Strauß und Klaus Fronius. Von nun an konzentrierte sich das Unternehmen vermehrt auf Expansion und Internationalisierung. In den folgenden Jahren wurden Standorte sowohl innerhalb als auch außerhalb Österreichs eröffnet. Gleichzeitig entwickelte sich Fronius in den Bereichen Batterieladetechnik und (Elektro-)Schweißtechnik weiter. 1992 kam als neuer Themenschwerpunkt die Photovoltaik dazu. Im Jahr 2001 eröffnete Fronius ein Werk in Pettenbach, dem Gründungsort der Firma. 2007 fand die Eröffnung des Logistik- und Produktions-Standorts Sattledt statt. Ab dem Jahr 2002 wurde das Absatzgebiet um die USA erweitert. 2012 gründete das Unternehmen in Shanghai einen Standort mit Verkauf, Technischem Support, Reparaturcenter und Marketing. Ebenso seit 2012 wird das Unternehmen von Elisabeth Engelbrechtsmüller-Strauß, der Enkelin von Günter Fronius, geleitet. 2020, im 75. Jahr des Bestehens, hielt Fronius über 1250 Patente.

### Gegenwart
Aufgrund der sinkenden Nachfrage folgten 2024 zwei Kündigungswellen, von denen insgesamt 1.000 Beschäftigte betroffen waren. Im Jahr 2024 beschäftigt Fronius rund 7.000 Mitarbeiter weltweit.

## Unternehmensbereiche

### Charging

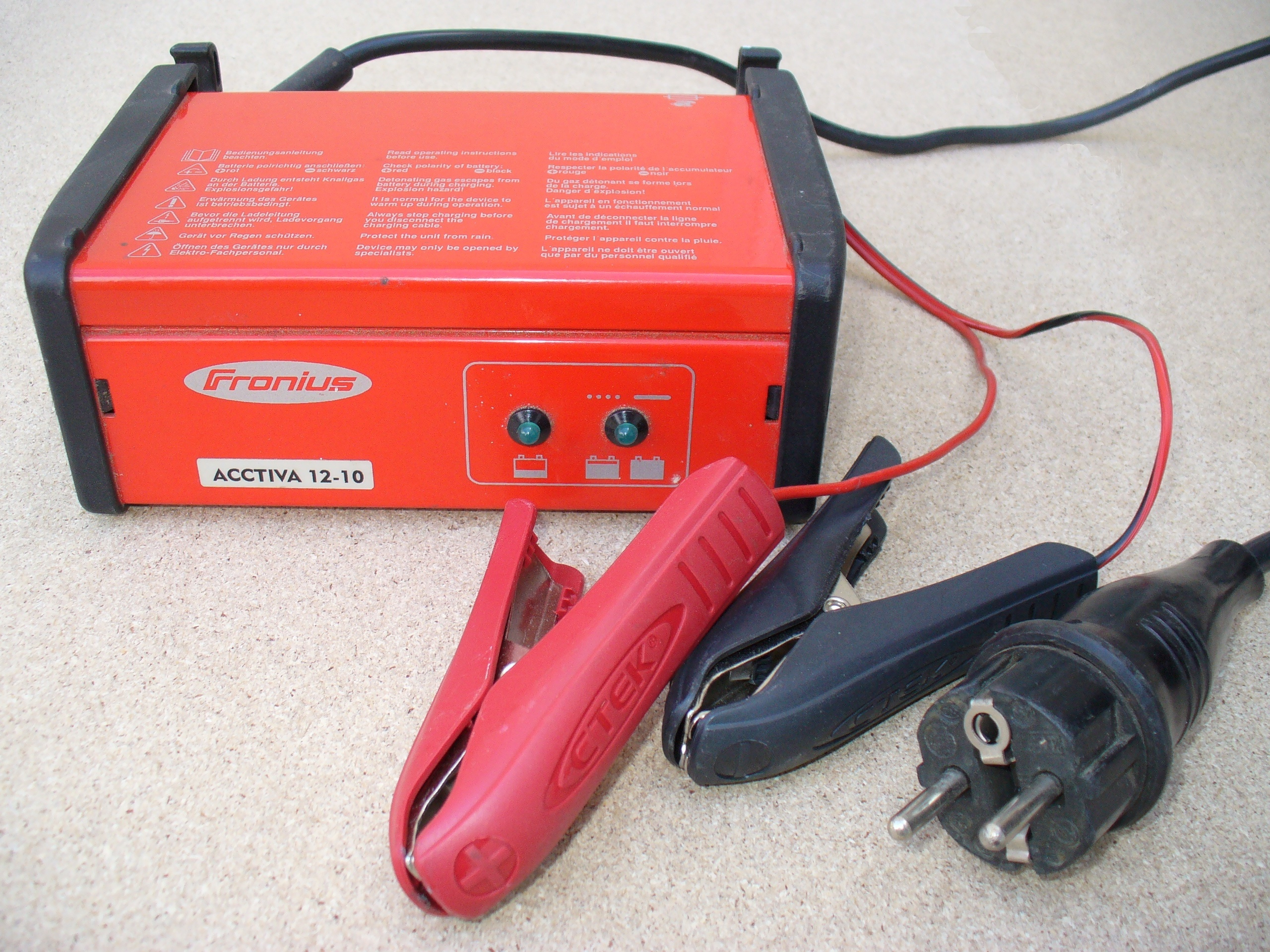
Fronius Batterielader

Die Business Unit Perfect Charging ist der älteste Geschäftsbereich. Seit der Unternehmensgründung im Jahr 1945 forscht und entwickelt Fronius im Bereich Ladetechnik. In Zusammenarbeit mit Automobilherstellern werden im Kfz-Werkstattbereich Batterieladesysteme entwickelt. In der Gegenwart der kleinste Bereich des Unternehmens.

### Welding
Die Business Unit Perfect Welding verkauft Produkte und Komplettsysteme – manuell und automatisiert – sowie entsprechende Dienstleistungen im Bereich Schweißtechnik. Um 1950 brachte Fronius seinen ersten Schweißtransformator mit einer Magnet-Joch-Regelung auf den Markt, der ein stufenloses Einstellen des Schweißstroms erlaubte. 50 Jahre später führte es CMT (Cold Metal Transfer) ein, ein thermisches Fügen von Stahl mit Aluminium. Zudem wurden die ersten vollständig digital geregelten MIG/MAG-Schweißstromquellen vorgestellt. Die Einführung des Schweißsystems DeltaSpot (Widerstands-Punktschweißsystem) ermöglichte schließlich, Autokarosserien aus Aluminium in Großserien zu produzieren.

### Solar

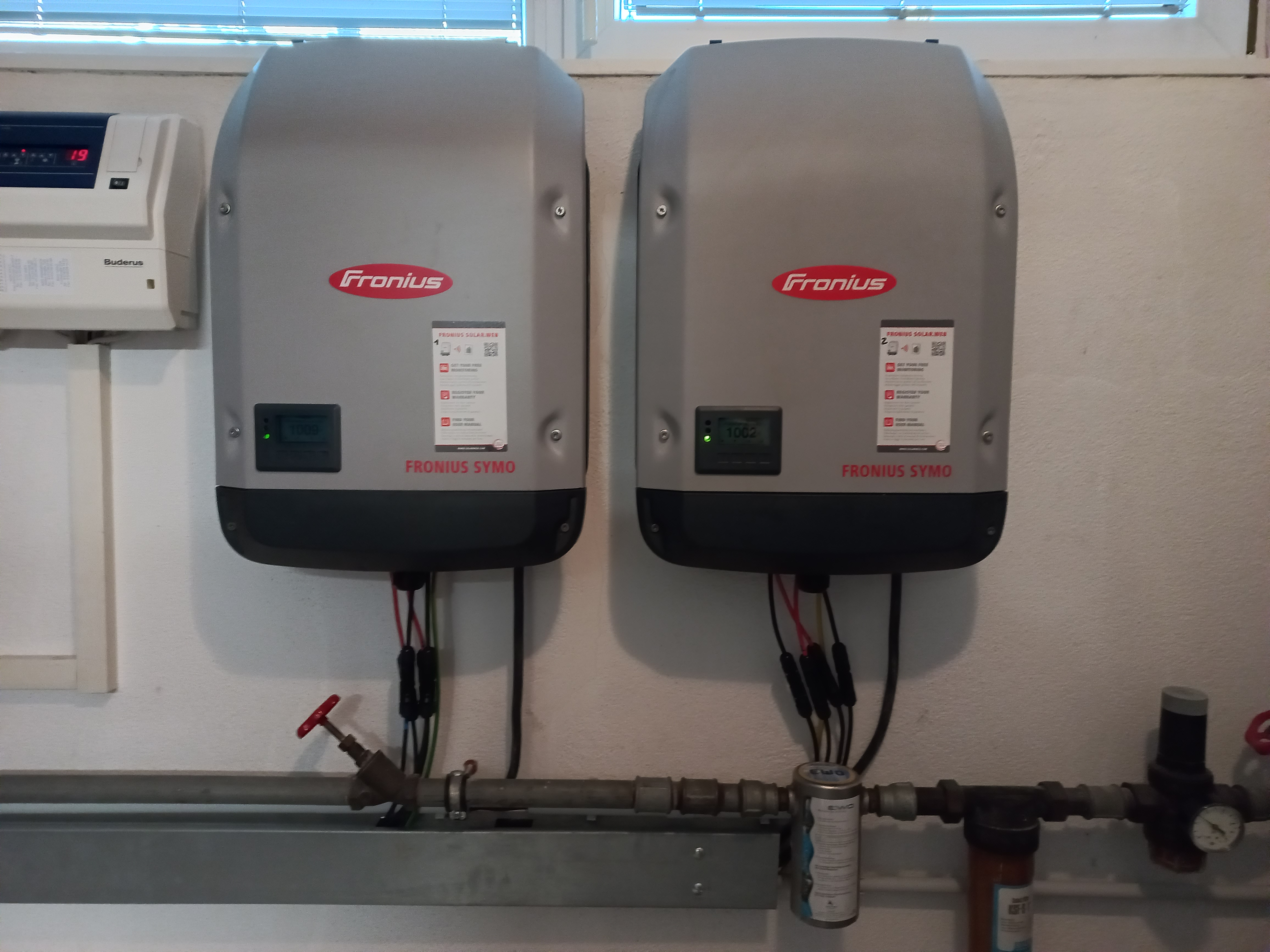
Fronius Symo 3.7-3-M (2021)

Die Business Unit Solar Energy beschäftigt sich seit 1992 mit dem Thema Photovoltaik.
Heute entwickelt, produziert und vermarktet Fronius Strangwechselrichter sowie Batteriespeicher für netzgekoppelte Photovoltaikanlagen. Ergänzt wird das Produkt- und Dienstleistungssortiment durch Komponenten zur professionellen Anlagenüberwachung, Datenvisualisierung und -analyse sowie zur Steigerung des Eigenverbrauchs. 2019 wurde der Bereich größer als der der Schweißtechnik.

#### 24 Stunden Sonne
„24 Stunden Sonne“ ist ein von Fronius geprägter Kurzbegriff für eine Energiezukunft, in der eine globale Energieversorgung durch erneuerbare Quellen realisiert wird und für jeden Menschen dauerhaft verfügbar ist. Für die Umsetzung ist es notwendig, dass erneuerbare Energie effizient erzeugt und gespeichert sowie intelligent verteilt und verbraucht wird. Hauptträger der Energieversorgung sind die natürlichen Ressourcen Sonne, Wind und Wasser. Um die Energiezukunft „24 Stunden Sonne“ Schritt für Schritt näher zu bringen, arbeitet Fronius an der Entwicklung von Lösungen und kooperiert dabei mit Unternehmen, Hochschulen, Forschungseinrichtungen und Interessensvertretungen, schwerpunktmäßig:
- In der Entwicklung von Produktlösungen[12][13]
- In der Definition von Industriestandards für Kommunikationsprotokolle[14]
- In der Entwicklung von Energiemanagementlösungen[15][16]
- In der Entwicklung von Netz- und Speichermanagementlösungen[4][17]
- In Feldforschungsprojekten zur Langzeitspeicherung erneuerbarer Energiequellen[18][19]
- In Feldforschungsprojekten zur Entwicklung grüner Intralogistiklösungen[20]

## Standorte

### Österreich

#### Pettenbach
Pettenbach ist der Gründungsort und sogleich Firmensitz von Fronius. Auf einer Fläche von mehr als 5000 Quadratmetern sind u. a. Finanzen & Controlling untergebracht.
Im Zuge der Fassadenerneuerung 2010 wurde die Fassade mit Photovoltaik-Modulen verkleidet, wodurch die direkte Sonneneinstrahlung ins Gebäude und damit die Kühllast verringert wurde, eine eigene Gestaltung und ein jährlicher Stromertrag von ca. 13.200 Kilowattstunden erreicht wird. Mit der am Standort erzeugten Energie werden u. a. die eigenen Wechselrichterproduktion in der Gebäudeintegration getestet.

#### Sattledt
In Sattledt befindet sich die Produktion und der Logistik-Standort des Unternehmens. Seit 2007 werden hier alle Batterieladesysteme, Schweiß-Systeme und Solar-Wechselrichter auf einer Fläche von über 100.000 Quadratmetern produziert. Am Dach des Hauses befindet sich eine Photovoltaikanlage mit einer Modulfläche von 3600 Quadratmetern, sowie ein Biomasse-Heizwerk, die den Großteil der benötigten Energie bereitstellen.

#### Thalheim bei Wels
Thalheim bei Wels ist der Forschungs- und Entwicklungsstandort des Unternehmens. Dieser wurde 2011 auf 22.500 Quadratmeter erweitert. Am Standort wird Photovoltaik, Erdsonden (Geothermiefelder) und Abwärme aus den Versuchslabors genutzt.

#### Wels
In Wels befindet sich die Marketing- und Vertriebszentrale von Fronius. Der 1990 eröffnete Standort hat eine Gesamtfläche von 17.000 Quadratmetern. Die Aktivenergie-Bauweise, die Photovoltaikanlage und moderne Umwelttechnologien sorgen dafür, dass möglichst viel Energie gewonnen wird, um damit den Eigenbedarf zu decken. Das „Wasserspiel“, das durch seine Architektur und Funktionalität spiegelt die drei Abteilungen von Fronius wider. Grundidee ist es, einen Teil der Energieversorgung für Beleuchtung und Wasserpumpen durch Solarstrom zu bewerkstelligen. Die Solaranlage hat eine Leistung von 900 Wp und erzeugt einen Jahresertrag von ca. 700 kWh. Die zur Umwandlung des erzeugten Gleichstromes verwendeten Wechselrichter kommen aus dem Hause Fronius.

#### Steinhaus
In Steinhaus befindet sich seit 2010 auf einer Gesamtfläche von mehr als 4000 Quadratmeter das ehemals in Sattledt angesiedelte Repair Center International (RCI), wo für alle drei Business Units Reparaturarbeiten ausgeführt werden. In der Nachbarschaft wurde eine bestehende Halle gekauft, wo ausschließlich Automationskomponenten gefertigt werden.

### Standorte International
Neben den acht Standorten in Österreich verfügt Fronius über 36 internationale Fronius-Gesellschaften und Vertriebspartner/Repräsentanten in mehr als 60 Ländern (Stand 2022). Neben dem österreichischen Sattledt ist in Europa eine Produktion im tschechischen Krumau für Transformatoren, Kabel, Komponenten für Schweißsysteme und Solarwechselrichter bekannt.

## Auszeichnungen und Preise (Auszug)
- Great Place To Work: Österreichs Beste Arbeitgeber 2022 – 3. Platz (Kategorie XL ab 500 Mitarbeiter); Special Award 2022 für „Integrierte Nachhaltigkeit“ (2022)[27]
- Global Ecovision Award: Vision 24 Stunden Sonne (2021)
- Silberne Feder 2. Platz für „Film, Video & Ton“ für die „Fronius Mitarbeiter-Stories“ (2020)
- Top Marke Smart Home 2020 (Computer Bild), Digitale Stromzähler (2020)
- German Design Award Excellent Product Design im Bereich Energie: Fronius Ohmpilot (2019)
- Astrid Awards (Gold für Nachhaltigkeitsbericht 2017, Bronze für Unternehmensbroschüre, Gold für e-Mobility Jahreskalender) (2019)
- Plus X Award (2015, Symo Hybrid – Produkt des Jahres)[28]
- Plus X Award (Galvo & Symo – Produkt des Jahres)[29]
- European Change Communications Award (2012, Markenauftritt)
- Silberner Delphin in Cannes (2011, Imagefilm)
- Österreichischer Staatspreis für Innovation (2009)
- Innovationspreis Oberösterreich (2008)
- Klimaschutz Staatspreis Österreich (2008)
- World Energy Globe (2008, HyLOG)
- Energy Globe Österreich (2008)
- Familienoskar des Landes Oberösterreich (2008, Betriebskindergarten)
- Österreichischer Staatspreis für Umwelt- und Energietechnologie (2008)
- Energy Globe Award (2007)